# Němčice (district de Domažlice)
Pour les articles homonymes, voir Němčice.
Němčice (en allemand : Nemtschitz) est une commune du district de Domažlice, dans la région de Plzeň, en République tchèque. Sa population s'élevait à 131 habitants en 2017.

## Géographie
Němčice se trouve à 5 km au nord-est du centre de Kdyně, à 11 km à l'est de Domažlice, à 41 km au sud-ouest de Plzeň et à 122 km au sud-ouest de Prague.
La commune est limitée par Hradiště et Úboč au nord, par Černíkov et Mezholezy u Černíkova à l'est, par Úsilov et Kdyně au sud, et par Zahořany à l'ouest.

## Histoire
La première mention écrite de la localité date de 1379.

## Administration
La commune se compose de deux quartiers :
- Němčice
- Úlíkov